# Livio Dante Porta
Livio Dante Porta (21. března 1922 Rosario – 10. června 2003) byl argentinský konstruktér lokomotiv. Jeho dílo zahrnuje především inovativní přestavby lokomotiv, jejichž cílem bylo zvýšení účinnosti a výkonu i snížení znečištění životního prostředí.
Jeho nejznámějším vynálezem jsou vysoce účinné dyšny Lempor a Lemprex (na základě konstrukce francouzského vynálezce Jeana Lemaître) a Kylpor (na základě dyšny Kylchap).

## Související články

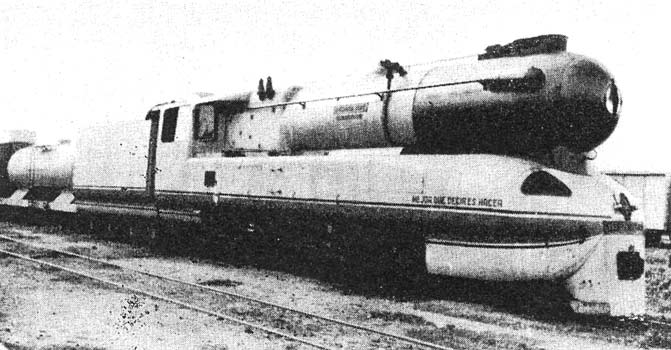
Lokomotiva Argentina, 4-8-0 (1948)